# Oyé
Oyé település Franciaországban, Saône-et-Loire megyében. Lakosainak száma 290 fő (2022. január 1.). Oyé Saint-Julien-de-Civry, Amanzé, Briant, Poisson, Prizy, Saint-Christophe-en-Brionnais, Vareilles és Varenne-l’Arconce községekkel határos.

## Népesség
A település népességének változása:
| Lakosok száma | 308  | 308  | 310  | 302  | 301  | 303  | 306  | 310  | 290  |
|               | 2013 | 2015 | 2016 | 2017 | 2018 | 2019 | 2020 | 2021 | 2022 |